# تاونسند (ويسكونسن)
تاونسند (بالإنجليزية: Townsend, Wisconsin)‏ هي بلدة تقع بولاية ويسكونسن في الولايات المتحدة. تبلغ مساحتها 110 (كم²)، وترتفع عن سطح البحر 423 م، بلغ عدد سكانها 963 نسمة في عام 2000 حسب إحصاء مكتب تعداد الولايات المتحدة وتصل الكثافة السكانية فيها 9.5 نسمة/كم2.

## وصلات خارجية
- http://www.townoftownsend.com/
- The US50 - Cities and Towns in Wisconsin State
- Wisconsin Cities and Towns, Facts, Map, Flag, Colleges, Government, and More